# Hàng không năm 1999
Đây là danh sách các sự kiện hàng không nổi bật xảy ra trong năm 1999:

## Chuyến bay đầu tiên

### Tháng 2
- 8 tháng 2 - Tupolev Tu-334

### Tháng 3
- 1 tháng 3-19 - Khí cầu khí nóng Breitling Orbiter 3, do phi công Bertrand Piccard và Brian Jones điều khiển, bắt đầu một chuyến bay vòng quanh thế giới không dừng bằng khí cầu lần đầu tiên trên thế giới. Đây là một kỷ lục mới về quãng đường bay đối với mọi loại khí cụ bay với 40.804 km (25.360 dặm).

### Tháng 7
- 28 tháng 7 - Rotary Rocket Roton ATV